# Mołotków (rejon krzemieniecki)
Mołotków (ukr. Молотків) – wieś na Ukrainie w rejonie krzemienieckim należącym do obwodu tarnopolskiego.
We wsi urodził się Józef Stebelski, generał dywizji Wojska Polskiego.
W okresie międzywojennym w miejscowości stacjonowała strażnica KOP „Mołotków”.